# Rivière à Paul
Rivière à Paul är ett vattendrag i Kanada.   Det ligger i provinsen Québec, i den östra delen av landet, 600 km nordost om huvudstaden Ottawa. Rivière à Paul ligger vid sjön Lac Jeff.
I omgivningarna runt Rivière à Paul växer i huvudsak blandskog. Trakten runt Rivière à Paul är nära nog obefolkad, med mindre än två invånare per kvadratkilometer.